# Thomas Sadoski

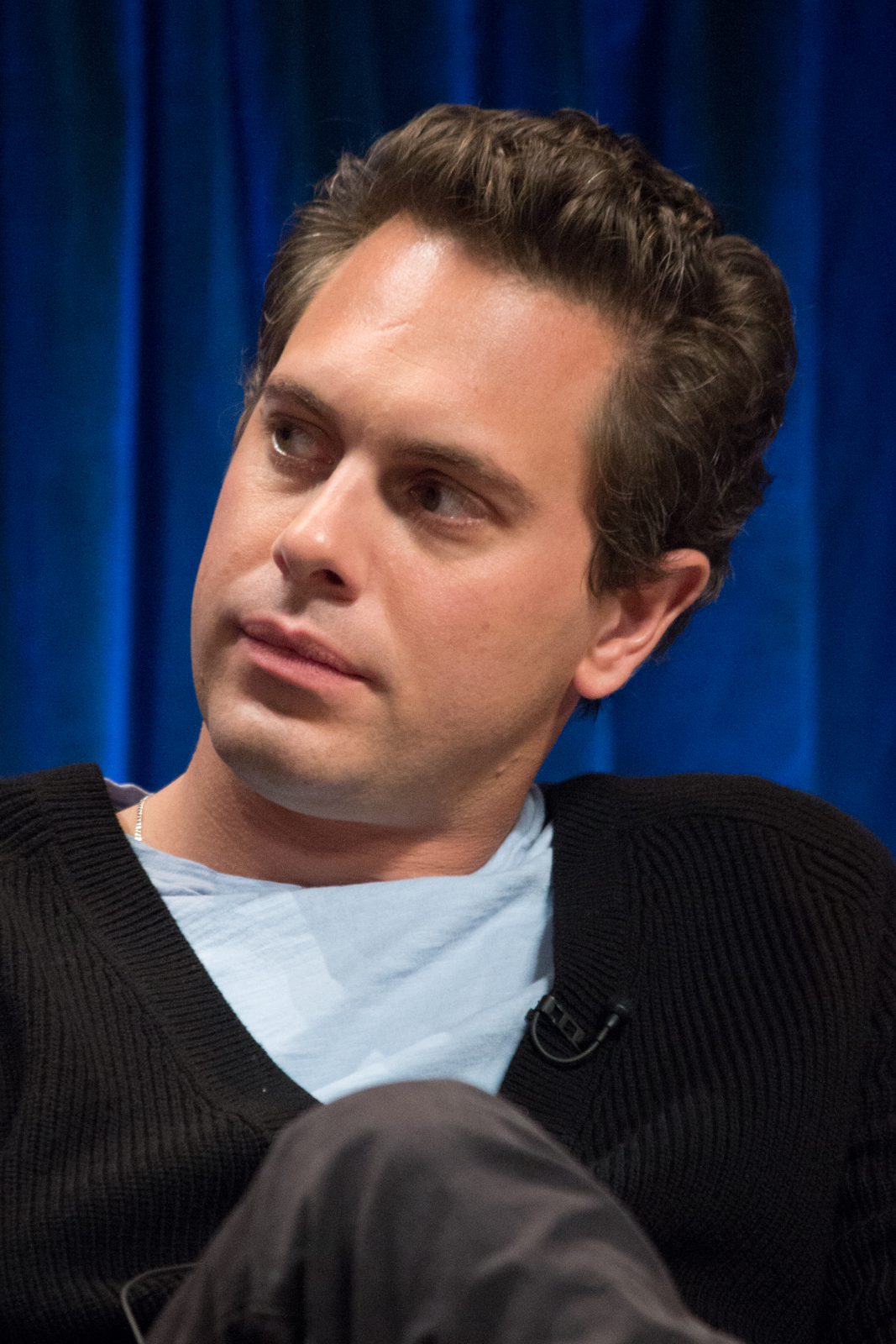
Thomas Sadoski (2013)

Thomas Christian Sadoski (* 1. Juli 1976 in New Haven, Connecticut) ist ein US-amerikanischer Film- und Theaterschauspieler. Für seine Darbietung im Theaterstück Reasons to Be Pretty wurde er 2009 für einen Tony Award als bester Hauptdarsteller nominiert.

## Leben und Karriere
Thomas Sadoski wurde 1976 in New Haven, Connecticut geboren. Im Alter von sechs Jahren zog seine Familie in die texanische Stadt College Station, wo sein Vater an der Texas A&M University als Pädagogikprofessor unterrichtete. Sadoski selbst besuchte nach seinem Schulabschluss die University of North Texas, brach das Studium allerdings bereits nach einem Semester ab, um stattdessen in New York City als Schauspieler zu arbeiten. Seine Eltern waren von diesem Vorhaben zunächst nur wenig begeistert, konnten von Sadoskis Kollegen eines örtlichen Gemeindetheaters aber zur Unterstützung ihres Sohnes gebracht werden.
In New York wurde Sadoski an der Circle in the Square Theatre School ausgebildet, während er zeitgleich seinen Lebensunterhalt mit der Arbeit als Küchenhilfe in einem Restaurant finanzierte. Mit dem Off-Broadway-Theaterstück This is Our Youth von Kenneth Lonergan, bei dem er unter anderem mit Mark Ruffalo zusammenarbeitete, wurde er 1998 Mitglied der Theaterschauspieler-Gewerkschaft Actors’ Equity Association. In den Folgejahren arbeitete Sadoski vermehrt am Off-Broadway, ehe im Jahr 2004 eine Hauptrolle in der Broadway-Produktion Reckless an der Seite von Mary-Louise Parker folgte. Seine größten Erfolg feierte er mit dem Theaterstück Reasons to Be Pretty, für das er 2009 für einen Tony Award als bester Hauptdarsteller nominiert wurde.
Sadoski arbeitete im Anschluss vermehrt für Fernsehproduktionen und übernahm so Hauptrollen in den Serien The Newsroom (2012–2014), The Slap (2015) und Life in Pieces (2015–2019). Parallel dazu erhielt er auch kleinere Filmrollen in Hollywood-Produktionen wie Der große Trip – Wild (2014), John Wick (2014) und dessen Fortsetzung John Wick: Kapitel 2 (2017). In den 2020er Jahren war Sadoski sowohl im Kriegsdrama Devotion als auch in der Thrillerserie The Crowded Room zu sehen.
Im Jahr 2007 heiratete Sadoski nach achtjähriger Beziehung die Casting Directorin Kimberly Hope. Das Ehepaar ließ sich 2015 scheiden, ehe sich Sadoski im Sommer 2016 mit Amanda Seyfried verlobte. Beide hatten sich im Jahr zuvor beim Off-Broadway-Stück The Way We Get By kennengelernt und im Zuge der Dreharbeiten für Zu guter Letzt eine Beziehung begonnen. Die Hochzeit erfolgte im März 2017, wenige Tage bevor eine gemeinsame Tochter geboren wurde. Im September 2020 folgte ihr zweites Kind, ein Sohn.
Neben seiner Schauspieltätigkeit engagiert sich Sadoski auch für Menschenrechte. So ist er Botschafter der Organisation War Child und Vorstandsmitglied der Hilfsorganisation INARA, die sich beide für die Versorgung von Kindern in Kriegsgebieten einsetzen.

## Theatrografie (Auswahl)
| Off-Broadway - 1998: This is Our Youth - 1999: Gemini - 2002: The General From America - 2006: Jump/Cut - 2006: The Mistakes Madeline Made | - 2006: All This Intimacy - 2008: Reasons to Be Pretty - 2009: Becky Shaw - 2011: Other Desert Cities - 2015: The Way We Get By - 2019: White Noise | Broadway - 2004: Reckless - 2009: Reasons to Be Pretty - 2011: The House of Blue Leaves - 2011–2012: Other Desert Cities |

## Filmografie (Auswahl)
- 2000: Loser – Auch Verlierer haben Glück (Loser)
- 2003: Happy Hour
- 2004: Winter Solstice
- 2004: Company K – Krieg ist kein Abenteuer (Company K)
- 2005: Law & Order (Fernsehserie, Folge 16x09)
- 2007: Jung und Leidenschaftlich (As the World Turns, Seifenoper, 8 Folgen)
- 2007: Criminal Intent (Law & Order: Criminal Intent, Fernsehserie, Folge 7x04)
- 2008: The New Twenty
- 2009: Alles Betty! (Ugly Betty, Fernsehserie, Folge 3x11)
- 2009, 2013–2014: Law & Order: Special Victims Unit (Fernsehserie, 3 Folgen)
- 2012: 30 Beats
- 2012–2014: The Newsroom (Fernsehserie, 25 Folgen)
- 2014: Take Care
- 2014: Der große Trip – Wild (Wild)
- 2014: John Wick
- 2015: I Smile Back
- 2015: Die jungen Wilden – Eine sexy Komödie (The Dramatics: A Comedy)
- 2015: The Slap (Fernsehserie, 7 Folgen)
- 2015–2019: Life in Pieces (Fernsehserie, 79 Folgen)
- 2017: Zu guter Letzt (The Last Word)
- 2017: John Wick: Kapitel 2 (John Wick: Chapter 2)
- 2020: The Mimic
- 2020: Tommy (Fernsehserie, 9 Folgen)
- 2020: Killing Eleanor
- 2022: 88
- 2022: Devotion
- 2023: The Crowded Room (Miniserie, 6 Folgen)
- 2024: Lilly
- 2024: American Sports Story (Fernsehserie, 5 Folgen)
- 2025: Adult Children

## Auszeichnungen
Drama Desk Awards
- 2009: Nominierung als Bester Theaterschauspieler (Reasons to Be Pretty)[8]

Drama League Awards
- 2009: Nominierung als Hervorragende Leistung (Reasons to Be Pretty)[9]

Lucille Lortel Awards
- 2008: Nominierung als Bester Nebendarsteller (Becky Shaw)[1]
- 2011: Auszeichnung als Bester Nebendarsteller (Other Desert Cities)[10]

Obie Awards
- 2011: Auszeichnung für die Beste Schauspielleistung (Other Desert Cities)[11]

Outer Critics Circle Awards
- 2009: Nominierung als Bester Theaterschauspieler (Reasons to Be Pretty)[12]

Tony Awards
- 2009: Nominierung als Bester Hauptdarsteller (Reasons to Be Pretty)[1]